# Cal Coma (Guissona)
Cal Coma és un edifici de Guissona (Segarra) inclòs a l'Inventari del Patrimoni Arquitectònic de Catalunya.

## Descripció
Edifici modernista de quatre plantes, molt interessant per la decoració incisa que presenta la seva façana.
A la planta baixa hi ha un portal rectangular amb els angles arrodonits i una motllura llisa de pedra. El parament d'aquest primer cos presenta una filada de carreus de pedra regulars amb incisions.
Al primer pis, un balcó amb barana de forja i una porta balconera rectangular amb una motllura amb dos flors.
Els segon pis està dividit de l'anterior per una línia d'imposta molt pronunciada i repeteix el mateix esquema amb unes dimensions més reduïdes.
En la zona de la golfa trobem dues finestres rectangulars amb motllura llisa, i al centre d'aquestes un medalló amb la data de "1920". El parament d'aquest cos de façana és llis i es corona amb una cornisa.